# 2006年度叱咤樂壇流行榜頒獎典禮得獎名單
2006年度叱咤樂壇流行榜頒獎典禮是香港於2007年1月1日舉辦的流行音樂頒獎典禮，當年的主題為「ABCD一點即光　樂壇亮燈由你主持」。是次頒獎禮由古巨基奪五獎成為大贏家。

## 得獎名單

### 叱咤樂壇至尊歌曲大獎
- 愛得太遲
  - 主唱：古巨基
  - 作曲：楊鎮邦＠宇宙大爆炸
  - 填詞：林　夕
  - 編曲：雷頌德
  - 監製：雷頌德

#### 專業推介．叱十大
| 排名   | 歌曲         | 主唱     | 填詞                   | 作曲                     | 編曲                     | 監製             |
| ------ | ------------ | -------- | ---------------------- | ------------------------ | ------------------------ | ---------------- |
| 第二位 | 富士山下     | 陳奕迅   | 林 夕                  | Christopher Chak         | 陳 珀、C.Y. Kong         | Alvin Leong      |
| 第三位 | 華麗邂逅     | 容祖兒   | 黃偉文                 | Eric Kwok                | Eric Kwok、Ted Lo        | Eric Kwok        |
| 第四位 | 好兄弟       | 軟硬天師 | 黃貫中、林海峰、葛民輝 | 黃貫中                   | 恭碩良、姜偉靖           | 黃貫中           |
| 第五位 | 光明會       | 何韻詩   | 黃偉文                 | 青山大樂隊               | 青山大樂隊、何韻詩       |                  |
| 第六位 | 紅綠燈       | 鄭 融    | 陳少琪                 | 張家誠                   | Johnny Yim、鍾興民       | 陳少琪           |
| 第七位 | 小峽谷之1234 | 薛凱琪   | 周耀輝                 | Edward Chan、Charles Lee | Edward Chan、Charles Lee | 崔炎德、Evi Yang |
| 第八位 | 大愛         | 許志安   | 林 夕                  | 方大同                   | 蔡德才                   | 蔡德才           |
| 第九位 | 愛你變成恨你 | 吳雨霏   | 林 夕                  | 劉祖德                   | 劉祖德                   | Gary Chan        |
| 第十位 | 愁人節       | 謝安琪   | 周博賢                 | 周博賢                   | 周博賢                   | 周博賢、小池石良 |

以下所有以粗體顯示的歌名，代表該歌曲為叱咤903專業推介冠軍作品。

### 叱咤樂壇我最喜愛的歌曲大獎
- 愛得太遲
  - 主唱：古巨基
  - 作曲：楊鎮邦＠宇宙大爆炸
  - 填詞：林　夕
  - 編曲：雷頌德
  - 監製：雷頌德

| 叱咤樂壇我最喜愛的歌曲大獎 最後十強 | 叱咤樂壇我最喜愛的歌曲大獎 最後十強 | 叱咤樂壇我最喜愛的歌曲大獎 最後十強 |
| 歌曲                                | 主唱                                | 票數排名                            |
| ----------------------------------- | ----------------------------------- | ----------------------------------- |
| 愛得太遲                            | 古巨基                              | 第1名                               |
| 離家出走                            | 衛 蘭                               | 第3名                               |
| 笑忘書                              | 張敬軒                              | 第5名                               |
| 光明會                              | 何韻詩                              | 第7名                               |
| 我的生存之道                        | 楊千嬅                              | 第9名                               |
| 富士山下                            | 陳奕迅                              | 第2名                               |
| 紅綠燈                              | 鄭 融                               | 第4名                               |
| 愁人節                              | 謝安琪                              | 第6名                               |
| 畫意                                | 王菀之                              | 第8名                               |
| 華麗邂逅                            | 容祖兒                              | 第10名                              |

### 叱咤樂壇我最喜愛的男歌手
- 陳奕迅
  - 最後五強：古巨基、李克勤、陳奕迅、側田、張敬軒

### 叱咤樂壇我最喜愛的女歌手
- 楊千嬅
  - 演繹歌曲：Medley - 我的生存之道、野孩子、可惜我是水瓶座、小城大事、大傻
  - 最後五強：何韻詩、謝安琪、楊千嬅、衛蘭、容祖兒

### 叱咤樂壇我最喜愛的組合
- 軟硬天師
  - 最後五強：at17、I Love U Boyz、Twins、軟硬大師、農夫

### 叱咤樂壇至尊唱片大獎
- 《Human我生》- 古巨基
- 監製：雷頌德
  - 大碟上榜歌曲：愛美麗、愛得太遲、我生、花灑
  - 演繹歌曲：花灑

### 叱咤樂壇男歌手
- 金獎：陳奕迅
  - 上榜歌曲：聽聽、不然你要我怎麼樣、落花流水、暴殄天物、想聽、裙下之臣、富士山下、最佳損友
  - 演繹歌曲：裙下之臣
- 銀獎：古巨基
  - 上榜歌曲：明星、一生何求、愛美麗、花灑、愛得太遲、我生
- 銅獎：側　田
  - 上榜歌曲：我不是好人、Volar、決戰二世祖、情歌、情永落、我有今日

### 叱咤樂壇女歌手
- 金獎：何韻詩
  - 上榜歌曲：圓滿、花見、嘆息橋、傷城秘密、願我可以學會放低你、夜半敲門、光明會
  - 演繹歌曲：願我可以學會放低你
- 銀獎：容祖兒
  - 上榜歌曲：赤地雪、愛情復興、心花怒放、摩登時代、情歌的情歌、華麗邂逅
- 銅獎：衛　蘭
  - 上榜歌曲：心亂如麻、愛才、深愛、My Love My Fate、離家出走

### 叱咤樂壇組合
- 金獎：軟硬天師
  - 上榜歌曲：Fantasic、Encore、Long Time No See、好兄弟
  - 演繹歌曲：Long Time No See
- 銀獎：Twins
  - 上榜歌曲：夢想黃金屋、幼稚園、德州的故事、桃紅結他、一時無兩、熱浪假期
- 銅獎：EO2
  - 上榜歌曲：手忙腳亂、大難不死、京華春夢

### 叱咤樂壇作曲人大獎
- 雷頌德
  - 上榜作曲歌曲：男人不會說分手、在你遙遠的附近、Volar、海豚、Get Out、滾、Heartbreaker、決戰二世祖、Funny Jealousy、情歌、心亂如麻、深愛、沙塵滾滾、無事常相見、可可、想聽、無錯、毫無保留、三生有幸、離家出走

### 叱咤樂壇填詞人大獎
- 林　夕
  - 填詞上榜歌曲：心亂如麻、別錯過(這世界)、一生何求、Heartbreaker、24 hrs、Volar、恢復自由、夢想黃金屋、再見悲哀、I Say U Say、開心到震、靈犀、大件事、劫數難逃、滾、決戰二世祖、詩情、Funny Jealousy、無雙譜、好假的你、情永落、一刀兩斷、老了十歲、海豚、我愛廚房、畫意、沙塵滾滾、深愛、永恆、四人遊、無事常相見、情歌、再見亦是戀人、罪人、(巴黎沒有)摩天輪、Get Out、晏、花無雪、在你遙遠的附近、歌手與模特兒、任白、愛美麗、愛才、我有今日、天水．圍城、何慧愛、我的生存之道、自由女神、羅曼蒂克、應承、大傻、My Love My Fate、鬥苦、失魂落魄、大大時代、愛你變成恨你、我生、花灑、觀世音、愛得太遲、大愛、離家出走、富士山下

### 叱咤樂壇編曲人大獎
- 雷頌德
  - 上榜編曲歌曲：Volar、海豚、Get Out、滾、Heartbreaker、決戰二世祖、Funny Jealousy、開心到震、情歌、心亂如麻、深愛、沙塵滾滾、無事常相見、可可、想聽、無錯、毫無保留、三生有幸、離家出走、我生、花灑、愛得太遲

### 叱咤樂壇監製大獎
- 雷頌德
  - 上榜監製歌曲：男人不會說分手、在你遙遠的附近、一生何求、Volar、我不是好人、十年樹木、情永落、海豚、Get Out、滾、Heartbreaker、決戰二世祖、Funny Jealousy、大喊包、開心到震、情歌、心亂如麻、深愛、沙塵滾滾、無事常相見、可可、想聽、無錯、毫無保留、三生有幸、離家出走、我生、花灑、愛得太遲

### 叱咤樂壇唱作人
- 金獎：張敬軒
  - 上榜唱作作品：絕頂愛情、Hurt So Bad、笑忘書
- 銀獎：方大同
  - 上榜唱作作品：總結、蘇麗珍、歌手與模特兒、四人遊、我們能不能、愛愛愛
- 銅獎：王菀之
  - 上榜唱作作品：多得你夢、詩情、畫意、(巴黎沒有)摩天輪

### 叱咤樂壇生力軍
- 金獎：泳　兒
  - 上榜歌曲：感應、你我她、巴不得、花無雪
  - 演繹歌曲：感應
- 銀獎：衛　詩
  - 上榜歌曲：Heartbreaker、Get Out、Funny Jealousy、可可
- 銅獎：關楚耀
  - 上榜歌曲：十年樹木、倒數、大喊包

### 四台聯頒音樂獎 - 大碟獎
- 《Human我生》- 古巨基
- 監製：雷頌德